# Rampur Maniharan
Rampur Maniharan è una suddivisione dell'India, classificata come nagar panchayat, di 24.811 abitanti, situata nel distretto di Saharanpur, nello stato federato dell'Uttar Pradesh.